# Mariou
Mariou (griechisch Μαριού [marˈju] (n. sg.)) ist ein Dorf auf der griechischen Insel Kreta. Es liegt an der Straße von Asomatos nach Myrthios auf ungefähr 190 Metern Höhe und bildet zusammen mit den Siedlungen Palea Taverna und Damnoni eine Ortschaft im Gemeindebezirk Finikas der Gemeinde Agios Vasilios. Mariou selbst hat 303 Einwohner (Stand: 2011).

## Geschichte
Darüber, wann das Dorf gegründet wurde, gibt es keine genauen Informationen. Seine Einwohner stammen zumeist aus der Sfakia oder der alten Siedlung Kapari (Κάπαρη).
Der Volksmund leitet den Namen des Dorfes von dem der einzigen Tochter einer einst hier lebenden sfakiotischen Familie ab: Das Mädchen namens Mario (Μαριώ) hatte viele Brüder, die Schäfer waren und die wann immer sie von den Weiden zurückkamen laut nach ihr riefen. So kam das Dorf mit der Zeit zum Namen Mariou (Genitiv von Mario). Auf alten Karten Mitte des 19. Jahrhunderts ist das Dorf noch als Neochori (‚Neudorf‘) bezeichnet (so auf der von Thomas Abel Brimage Spratt, 1865).

## Sehenswürdigkeiten und Tourismus

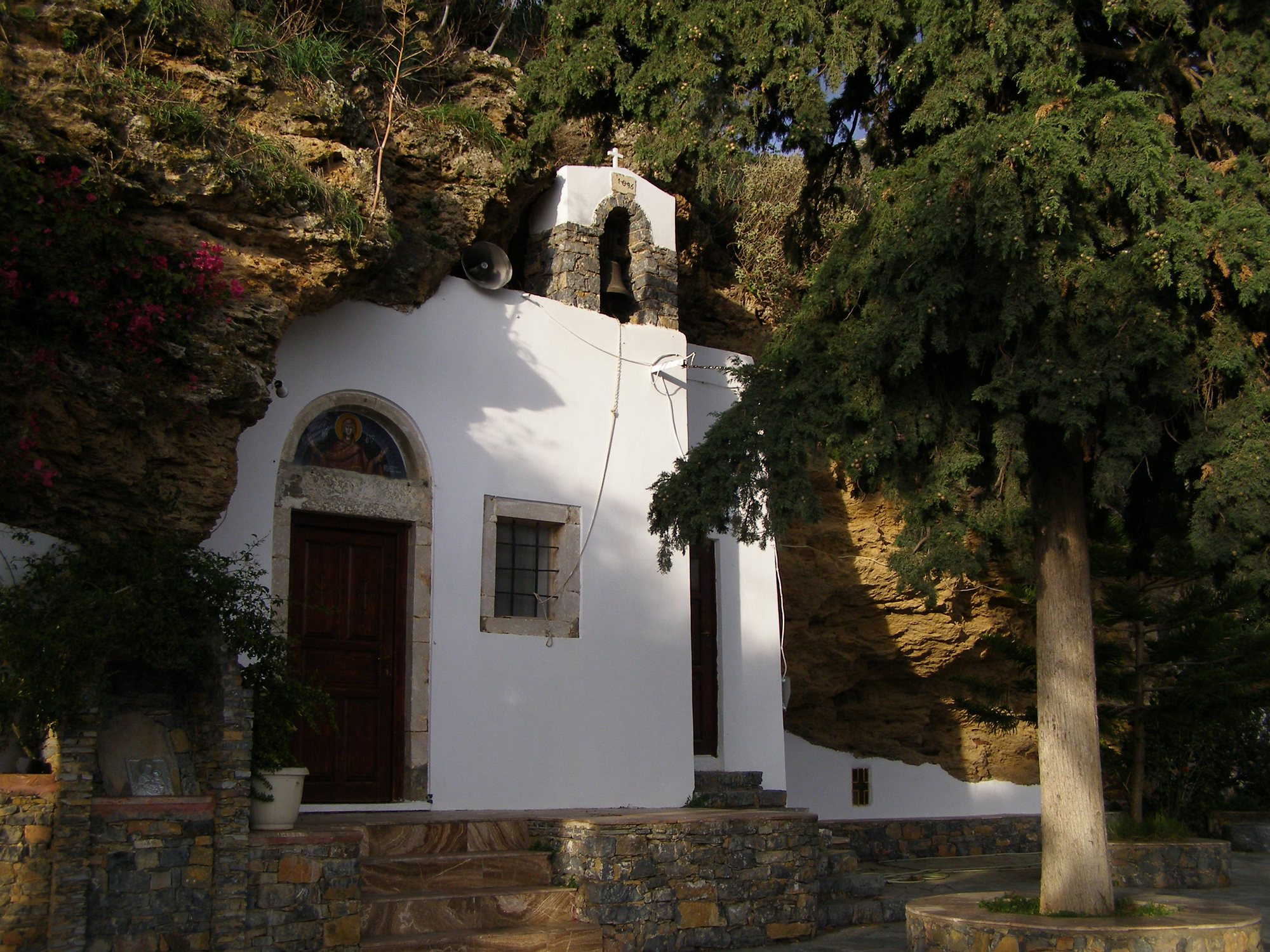
Kapelle der ‚Panagitsa‘ in einer Höhle

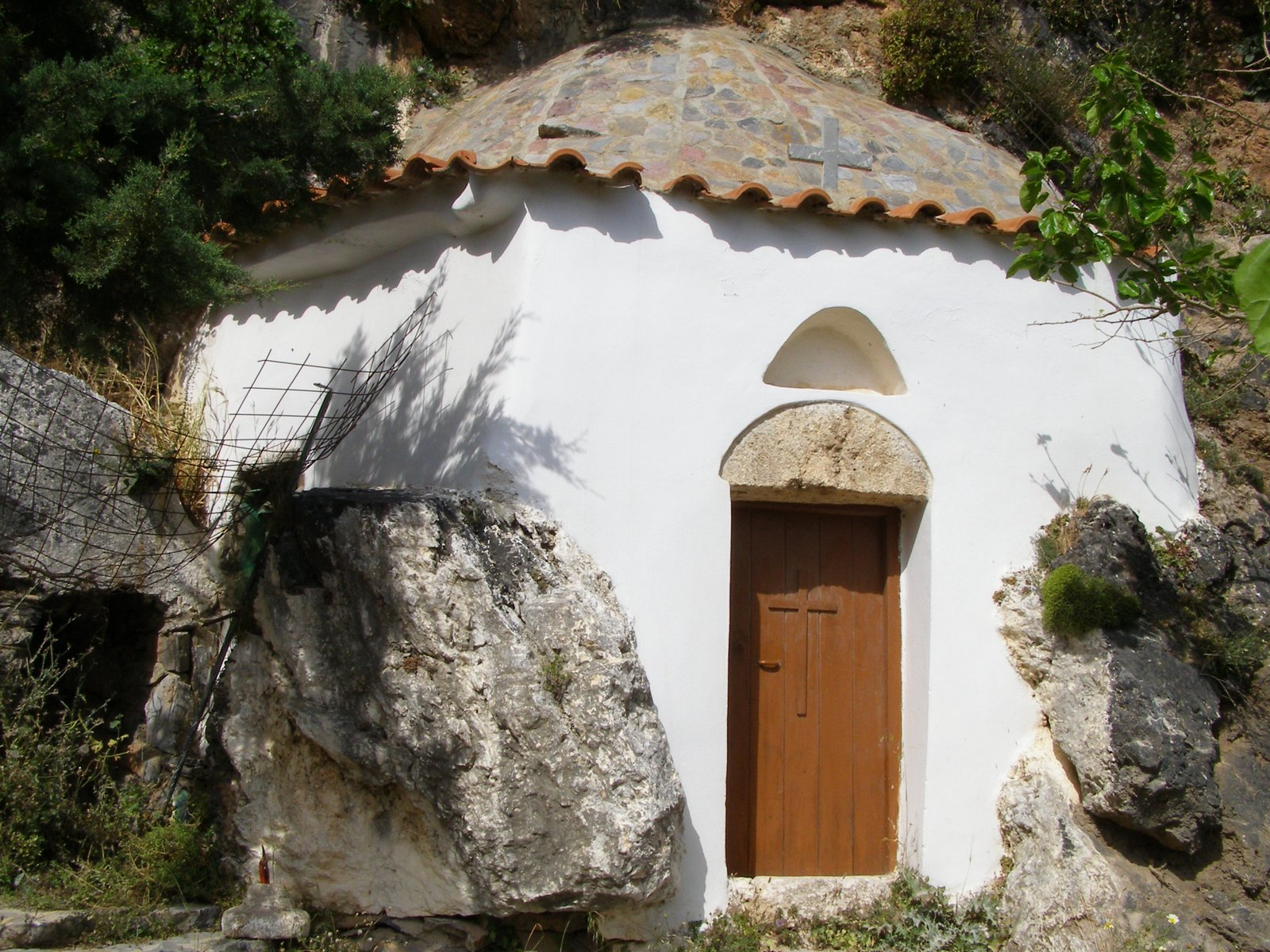
Höhlenkapelle des Heiligen Onophrios

Trotz der Nähe zum Tourismuszentrum Plakias hat Mariou seine Ursprünglichkeit bewahrt, im Dorfkern gibt nur wenige Privatunterkünfte, lediglich am östlichen Ortsrand eine Taverne. Eine Olivenmühle ist der größte Wirtschaftsbetrieb.
Das Dorf in Hanglage des Küstengebirges Kouroupa weist als Sehenswürdigkeit eine im Jahr 2008 restaurierte unterirdische Quelle auf, über der die beiden Kapellen Panagitsa und Agios Simeon direkt in einem Felsüberhang gebaut sind. Die Quelle stellte früher die Trinkwasserversorgung des Dorfes sicher. Oberhalb des Dorfes am Hang des Kouroupa befindet sich eine weitere Höhlenkapelle, die dem Heiligen Onophrios gewidmet ist.
Von der großen alten Dorfkirche Panagia ist das Errichtungsjahr nicht bekannt, die neuere dem Agios Vlasis geweihte wurde im Jahr 1912 erbaut. Auch die von allseits her sichtbare Kapelle Timeos Stavros auf einem kegelförmigen Berg südlich des sich unter Mariou ausbreitenden Tales gehört zum Gemeindebezirk. Sie ist mit ihrer einzigartigen Rundumsicht ein vielbesuchtes Wanderziel.